# حميد بن قيس الأعرج
حميد بن قيس الأعرج أحد مقرءي القرآن الكريم وأحد رواة الحديث النبوي ، اسمه أبو صفوان حميد بن قيس الأعرج المكي القارئ، إمام وثقة ومحدث وعالم بالفرائض، وحميد بن قيس مولى بني فزارة، وهناك من نسبه إلى ولاء بني فزارة وقال هو مولى آل منظور بن سيار، وقيل مولى عفراء بنت سيار بن منظور، وقال مصعب الزبيري مولى أم هاشم بنت سيار بن منظور الفزاري امرأة عبد الله بن الزبير فنسب إلى الزبير، ويقال مولى بني أسد وآل الزبير أسديون من أسد قريش.

## حميد القارئ
أخذ حميد قراءة القرآن الكريم عن مجاهد بن جبر وعرض عليه ثلاث مرات وروى عنه القراءة سفيان بن عيينة وأبو عمرو بن العلاء وإبراهيم بن يحيى وعبد الوارث بن سعيد وآخرون، ذكره الذهبي ضمن علماء الطبقة الثالثة من حفاظ القرآن، كما ذكره ابن الجزري ضمن علماء القراءات، يقول ابن عيينة حميد كل شيء أقرؤه فهو قراءة مجاهد، وقال ابن عيينة أيضا كان حميد بن قيس أفرضهم وأحسبهم وكانوا لا يجتمعون إلا على قراءته ولم يكن بمكة أحد أقرأ منه ومن ابن كثير، وقال عبد الله بن مسلم بن قتيبة حميد بن قيس مولى آل الزبير كان قارئ أهل المدينة وكان كثير الحديث فارضا حاسبا قرأ على مجاهد، ويقول الذهبي روى حميد الأعرج الحديث عن مجاهد بن جبر وعطاء والزهري وغيرهم وحدث عنه معمر وابن عيينة وغيرهما.

## الجرح والتعديل
قال أبو حاتم الرازي ليس به بأس وابن أبي نجيح أحب إلى منه، وقال أبو داود ثقة، وقال 	أبو زرعة ثقة، وقال أبو زرعة الدمشقي أحد الثقات، وقال أبو طالب سألت أحمد بن حنبل عن حميد الأعرج فقال ثقة هو أخو سندل، قال عبد الله بن أحمد بن حنبل عن أبيه قارئ أهل مكة ليس هو بالقوى في الحديث، وقال ابن حجر في التقريب ليس به بأس، وقال ابن خراش ثقة صدوق، وقال ابن عدي له أحاديث صالحة وهو عندى لا بأس بحديثه وإنما يؤتى مما يقع في حديثه من الإنكار من جهة من يروى عنه وقد روى عنه مالك وناهيك به صدقا إذا روى عنه مثل مالك فإن أحمد ويحيى قالا لا تبالى أن لا تسأل عن من روى عنه مالك، وقال 	الذهبي في الكاشف ثقة قال أحمد ليس بقوى، وقال 	النسائي ليس به بأس، وقال سفيان بن عيينة قال أحمد بن حنبل كان حميد أفرضهم وأحسبهم يعنى أهل مكة وكانوا لا يجتمعون إلا على قراءته وكانوا يجتمعون إليه فإذا قال على ما يقول وكان قرأ على مجاهد ولم يكن بمكة أحد أقرأ منه ومن عبد الله بن كثير، وقال 	محمد بن سعد كان ثقة كثير الحديث وكان قارئ أهل مكة، وقال يحيى بن معين ثقة، وقال المفضل بن غسان الغلابى عن يحيى بن معين ليس بثقة وقال مرة ثقة.

## وفاته
توفي في خلافة الخليفة الأموي مروان بن محمد سنة 130 هـ .